# Gonnesa
Gonnesa település Olaszországban, Szardínia régióban, Carbonia-Iglesias megyében. Lakosainak száma 4617 fő (2023. január 1.). Gonnesa Carbonia, Portoscuso és Iglesias községekkel határos.

## Népesség
A település lakossága az elmúlt években az alábbi módon változott:
| Lakosok száma | 5032 | 4965 | 4617 |
|               | 2017 | 2018 | 2023 |